# Pad-Steam
Pad-Steam je kontinuální proces barvení, který sestává z kombinace klocování a paření. Barvivo se naklocuje ve fuláru, suší na hotflue, překlocuje fixováním na druhém fuláru s následujícím pařením a praním  .
Pad–Steam je nejpoužívanější způsob při barvení textilií z celulózových vláken (zejména indigosoly a pigmentovými barvivy). Technologie je však vhodná také k barvení tkanin ze směsi PES/ vlna přímými nebo zásaditými barvivy .
Pad-Steam použili poprvé v roce 1945 u firmy DuPont .
Výraz pad-steam (přibližně: kombinace klocování a paření) se v odborné literatuře používá nepřeložený, jak v češtině tak i v jiných jazycích.